# (60001) Adélka
(60001) Adélka es un asteroide perteneciente al cinturón de asteroides, descubierto el 4 de octubre de 1999 por Lenka Šarounová desde el Observatorio de Ondřejov, Ondřejov, República Checa.

## Designación y nombre
Designado provisionalmente como 1999 TG5. Fue nombrado Adélka en homenaje a Adélka Kotková hija de Lenka Šarounová.

## Características orbitales
Adélka está situado a una distancia media del Sol de 3,108 ua, pudiendo alejarse hasta 3,589 ua y acercarse hasta 2,626 ua. Su excentricidad es 0,154 y la inclinación orbital 1,660 grados. Emplea 2001 días en completar una órbita alrededor del Sol.

## Características físicas
La magnitud absoluta de Adélka es 14,7.